# Figuring

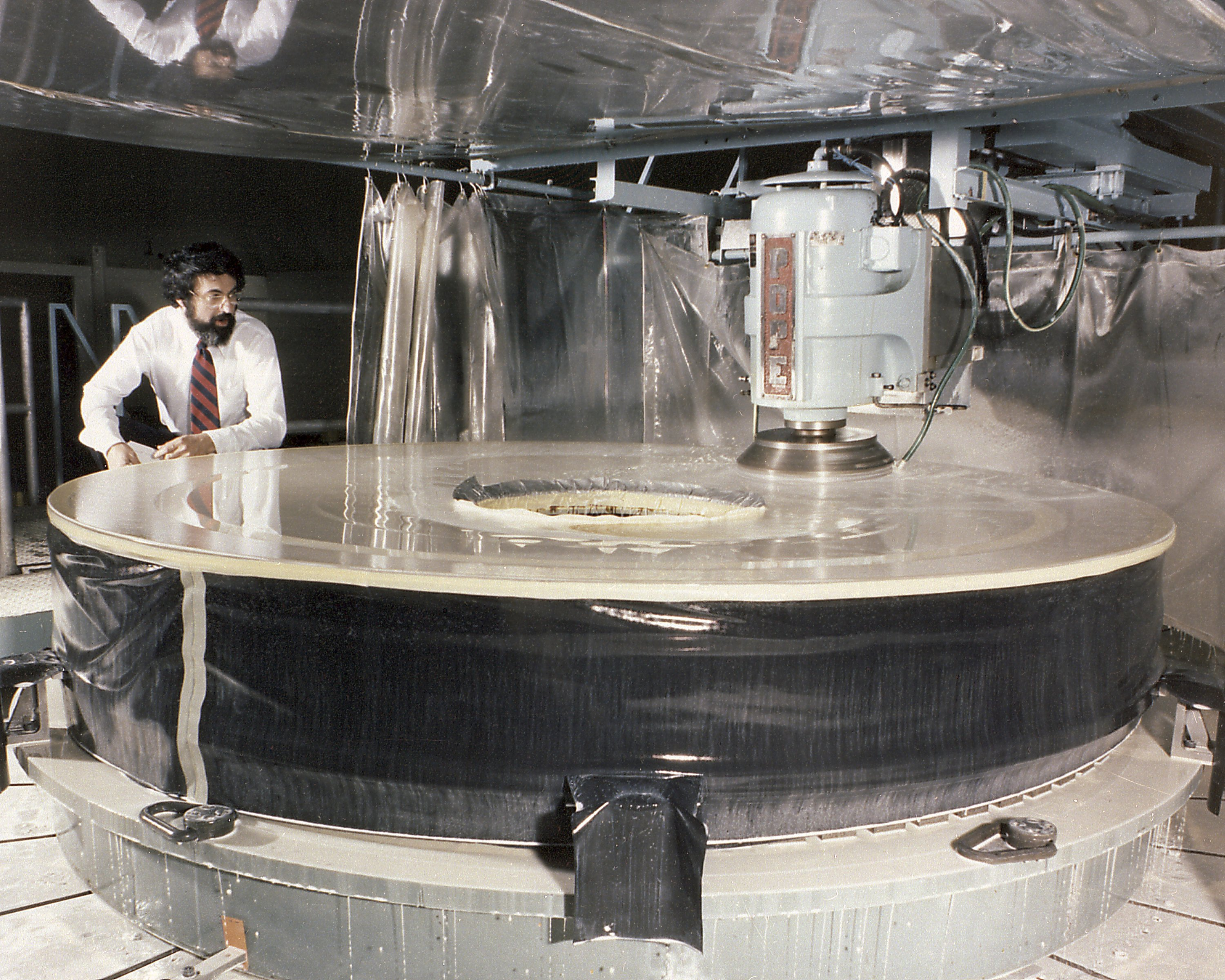
Lucidatura e figuring dello specchio primario del telescopio spaziale Hubble.

Il figuring è il processo di lucidatura finale di una superficie ottica per rimuovere imperfezioni o modificare la curvatura della superficie per ottenere la forma richiesta per una determinata applicazione.

## Tipi di figuring
Un esempio di figuring è quello utilizzato negli specchi primari dei telescopi riflettenti in un processo di conversione dello specchio sferico liscio prodotto dalle fasi precedenti nelle forme asferiche o paraboliche necessarie per formare l'immagine corretta. Viene eseguita applicando diverse lunghezze di corsa di lucidatura con strumenti di dimensioni e forma diverse. La modellazione manuale è un processo molto laborioso, poiché è necessario lasciare dissipare il calore prodotto dalla lucidatura prima di poter misurare nuovamente la forma dello specchio e selezionare i punti per la successiva lucidatura. Il test del figuring viene solitamente eseguito mediante un test knife-edge di Foucault o un test di Ronchi nella realizzazione di telescopi amatoriali e con tester molto sofisticati sull'ottica dei telescopi di ricerca.
Per gli specchi di grandi dimensioni viene spesso utilizzata la determinazione ionica, in cui un fascio di atomi neutri viene utilizzato per rimuovere materiale dall'ottica in modo molto controllato. Ciò è particolarmente utile nella produzione di specchi segmentati, poiché la forma dell'ottica può essere mantenuta correttamente fino al bordo dell'apertura, mentre le tecniche di lucidatura meccanica tendono ad avere problemi con la distorsione dello strumento di lucidatura quando viene sporge dal bordo. Il primo utilizzo importante della determinazione degli ioni fu nella realizzazione dei segmenti dello specchio per il telescopio Keck.
I requisiti di altissima precisione per le superfici ottiche per l'astronomia a raggi X e la litografia nell'ultravioletto profondo spesso richiedono la determinazione degli ioni.
I problemi per la determinazione del fascio ionico includevano il farfallamento e la contaminazione.